# Helictopleurus sumptuosus
Helictopleurus sumptuosus är en skalbaggsart som beskrevs av Edgar von Harold 1873. Helictopleurus sumptuosus ingår i släktet Helictopleurus och familjen bladhorningar. Inga underarter finns listade i Catalogue of Life.